# Освіта в Ірландії

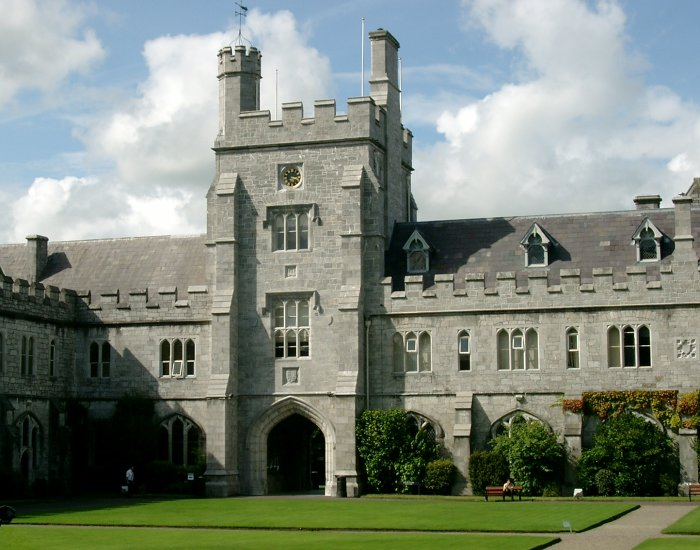
Національний університет, Корк

Освіта в республіці Ірландії є триступеневою: початкова, середня та вища. Навчальний рік в Ірландії починається у вересні і завершується у травні. Освіта обов’язкова для всіх дітей у віці від 6 до 16-ти років, або відучитися три роки на другому рівні освіти і скласти іспит на так званий Junior Certificate. Можлива дошкільна освіта для дітей з 4-х років.

## Початкова школа
англ. Primary School, ірл. Bunscoil — це перший етап навчання, на якому, як правило, вивчають 3 основних предмети: англійська та ірландська мови і математику. По завершенню складається іспит на отримання сертифікату про завершення 1-го циклу середньої школи (Junior Certificate), — цього рівня достатньо для початку трудової кар’єри.
- Молодша група (Naíonáin Shóisearacha)
- Старша група (Naíonáin Shinsearacha)
- Перший клас (Rang a hAon)
- Другий клас (Rang a Dó)
- Третій клас (Rang a Trí)
- Четвертий клас (Rang a Ceathar)
- П’ятий клас (Rang a Cúig)
- Шостий клас (Rang a Sé)

## Середня школа
англ. Secondary School, ірл. Meánscoil є наступним після першого етапу навчання і необхідна для вступу до вищих навчальних закладів. Протягом молодшого циклу проводиться підготовка до складання іспиту на старший рівень (Junior Certificate, Teastas Sóisearach); крім обов’язкових предметів (англійська та ірландська мови, математика), учень має обрати декілька додаткових, які надалі буде вивчати два роки.
В кінці старшого циклу навчання учень складає іспити для того, щоб отримати Сертифікат про повну середню освіту (так званий Leaving Certificate, Ardteistiméireacht). При вступі в ряд університетів зараховуються вищі бали по профільним предметам саме з цього сертифікату.
Leaving Certificate визнається усіма країнами Європи, а також США, Австралією та Новою Зеландією.

### Перехідний рік
англ. Transition Year, ірл. Idirbhliain — у деяких школах не є обов’язковим, в деяких пропускається.

### Молодший цикл
англ. Junior Cycle, ірл. Timthriall Sóisearach
- Перший рік (An Chéad Bliain)
- Другий рік (An Dara Bliain)
- Третій рік (An Tríú Bliain)

### Старший цикл
англ. Senior Cycle, ірл. Timthriall Sinsearach
- П’ятий рік (An Cúigiú Bliain)
- Шостий рік (An Séú Bliain)

## Вища освіта
Вищу освіту в Ірландії називають «освітою третього рівня» (Third Level education). По закінченню ВНЗ випускникам надається вчений ступінь бакалавра (Bachelor Degree), магістра. Існує також так званий "вищий сертифікат" (англ. The Higher Certificate, ірл. Ardteastas), що відповідає рівню 6 національної кваліфікаційної рамки (див. таблицю). Такий "вищий сертифікат", наприклад, є характерним для всіх технологічних інститутів країни - достатньо успішно завершити перших два роки більшості освітніх програм.

### Framework
| EFQ level | EHEA cycle | NFQ level                                 | Найвищий ступінь                  |
| --------- | ---------- | ----------------------------------------- | --------------------------------- |
| 1         |            | 1                                         | Сертифікат 1-го рівня             |
| 1         | 2          | Сертифікат 2-го рівня                     |                                   |
| 2         | 3          | Сертифікат 3-го рівня Junior Certificate  |                                   |
| 3         | 4          | Сертифікат 4-го рівня Leaving Certificate |                                   |
| 4         | 5          | Сертифікат 5-го рівня Leaving Certificate |                                   |
| 5         | 6          | Advanced Certificate                      |                                   |
| 5         | 6          | Short cycle within 1st                    | Higher Certificate                |
| 6         | 1st        | 7                                         | Бакалавр (Ordinary)               |
|           | 1st        | 8                                         | Бакалавр (Honours) Higher diploma |
| 7         | 2nd        | 9                                         | Магістр Postgraduate diploma      |
| 8         | 3rd        | 10                                        | Doctorate degree Higher doctorate |